# Niphetogryllacris roseivertex
Niphetogryllacris roseivertex is een rechtvleugelig insect uit de familie Gryllacrididae. De wetenschappelijke naam van deze soort werd voor het eerst geldig gepubliceerd in 1937 door Heinrich Hugo Karny.